# Eben-Haëzerkerk (Beekbergen, 2021)
De Eben-Haëzerkerk is de kerk van de Gereformeerde Gemeente in de Nederlandse plaats Beekbergen (gemeente Apeldoorn). Het kerkgebouw werd in 2021 opgeleverd nadat een jaar eerder de oude Eben-Haëzerkerk was gesloopt vanwege gebrek aan voldoende zitplaatsen.
Het orgel uit de vorige kerk, gebouwd en geplaatst door de firma De Jongh uit Lisse en in 1982 in gebruik genomen, werd uitgebreid en meegenomen naar de nieuwe kerk. 
De naam Eben-Haezer wijst naar de gedenksteen die door de richter Samuel werd opgericht (Bijbel: 1 Samuel 7), en 'Steen der hulp' betekent.